# Grupo Rax-Schneeberg
 El Grupo Rax-Schneeberg (en alemán: Rax-Schneeberg-Gruppe) es una cadena montañosa localizada en los Alpes de piedra caliza del norte en la frontera de Estiria y Baja Austria en Austria. 

## Ubicación
Según la clasificación oficial de los Alpes orientales por el Club Alpino (Alpenvereinseinteilung der Ostalpen ), el Grupo Rax-Schneeberg está limitado por las siguientes divisiones a grupos de montañas vecinas: 
- hacia el norte por el Klostertaler Gscheid - Klausgraben - Mamauwiese - Sebastiansbach - Puchberg
- al noreste por el valle del río Sierning hasta Ternitz
- hacia el sur por la línea: Ternitz - Schwarza cerca de Gloggnitz - Schottwien - Semmering - Mürzzuschlag - Mürz cerca de Kapellen
- hacia el oeste por el valle Altenberg - Naßkamm - Naßbach - Schwarza - Voisbach hasta el Klostertaler Gscheid.

## Cumbres
El punto más alto en el macizo de piedra caliza del Schneeberg es el Klosterwappen con 2,076  m sobre el nivel del mar (AA). Su pico gemelo cercano se conoce como Kaiserstein (2,061 m sobre el nivel del mar (AA) ). Las dos cumbres son las montañas más altas del estado de Baja Austria. Las dos elevaciones más altas en el macizo Rax son el Heukuppe con 2,007 m y el Scheibwaldhöhe con 1,943 m. 
Otros picos son el Große Scheibe (1,473  m ), el Tratenkogel (1,565  m ), el Ochnerhöhe (1,403  m) y el Kreuzberg (1,084  m) 

## Áreas protegidas
La región alpina de Rax, junto con Schneealpe y Schneeberg, pertenecen al área protegida del nacimiento del río  (Quellschutzgebiet) que alimenta al Primer Acueducto de Primavera de Viena (I. Wiener Hochquellenwasserleitung ). Los macizos de Schneeberg y de Rax están separados por el valle Höllental y son dos de las "montañas locales" de Viena o Hausberge. 
El Schneeberg y el Rax se encuentran dentro de los Alpes fronterizos del noreste: el Área Especial de Conservación Hohe Wand-Schneeberg-Rax (FFH-Gebiet Nordöstliche Randalpen: Hohe Wand-Schneeberg-Rax ).

## Ferrocarril Schneeberg
El Schneeberg ha estado recorrido durante más de 100 años por el Ferrocarril Schneeberg (Schneebergbahn ), un ferrocarril de cremallera que sube a una altitud de 1.800 metros. Se puede llegar a los picos gemelos desde la estación del valle en una o dos horas. La pista  discurre hacia el este sobre Hengst o hacia el oeste a través de Fadenwände.
Hay senderos hacia el Rax desde el balneario de montaña de Puchberg am Schneeberg, y desde el salvaje valle de Höllental hacia el sur. Además, se puede abordar el Schneeberg desde Payerbach, Prigglitz y Reichenau a través de Gahns. 